# Ambatondrazaka Suburbaine
Ambatondrazaka Suburbaine is een plaats en commune in het oosten van Madagaskar, behorend tot het district Ambatondrazaka, dat gelegen is in de regio Alaotra-Mangoro. Tijdens een volkstelling in 2001 telde de plaats 20.210 inwoners.
De plaats biedt naast lager onderwijs ook middelbaar onderwijs aan. 82 % van de bevolking werkt als landbouwer, 6 % houdt zich bezig met veeteelt en 8,5 % verdient zijn brood als visser. Het belangrijkste landbouwproduct is rijst; andere belangrijke producten zijn bonen, mais en maniok. Verder is 3% actief in de dienstensector en heeft 0,5% een baan in de industrie.